# Gertrusk
Gertrusk är en bergstopp i Österrike.   Den ligger i distriktet Sankt Veit an der Glan och förbundslandet Kärnten, i den sydöstra delen av landet, 200 km sydväst om huvudstaden Wien. Toppen på Gertrusk är 1 837 meter över havet. Gertrusk ingår i Saualpe.
Terrängen runt Gertrusk är bergig åt sydost, men åt nordväst är den kuperad. Närmaste större samhälle är Wolfsberg, 16,3 km öster om Gertrusk. 
I omgivningarna runt Gertrusk växer i huvudsak blandskog. Runt Gertrusk är det ganska glesbefolkat, med 47 invånare per kvadratkilometer.